# Tijmen van der Helm
Tijmen van der Helm (Delft, 26 gennaio 2004) è un pilota automobilistico olandese, impegnato dal 2022 nelle corse Endurance.

## Carriera

### Kart e Formule minori
Nel 2013 Van der Helm inizia a correre nei kart, raggiungendo ottimi successi: ottiene il terzo posto nella serie Chrono Karting Winter nel 2013, arriva secondo nel trofeo CIK-FIA Karting Academy e vince il Rotax Max Challenge Grand Finals nella categoria Junior nel 2017. Nel gennaio del 2019 debutta in monoposto nella Formula 4 UAE con il team Xcel Motorsport. Termina la stagione con una vittoria e tre podi, arrivando decimo in classifica generale. Lo stesso anno partecipa alla Formula 4 spagnola con il team MP Motorsport. L'olandese ottiene otto podi ma non raggiunge la vittoria, chiudendo la stagione al 4 posto.

### Toyota Racing e Formula Renault
Nel 2020 partecipa agli ultimi tre round della Toyota Racing Series con il team Kiwi Motorsport. Nella seconda gara sul Circuito di Manfeild conquista la sua unica vittoria, superando negli ultimi giri Franco Colapinto. Lo stesso anno con il team di Fernando Alonso, FA Racing, partecipa alla Formula Renault Eurocup. Chiude la stagione al 12º posto, sesto nella classifica riservata ai rookie.

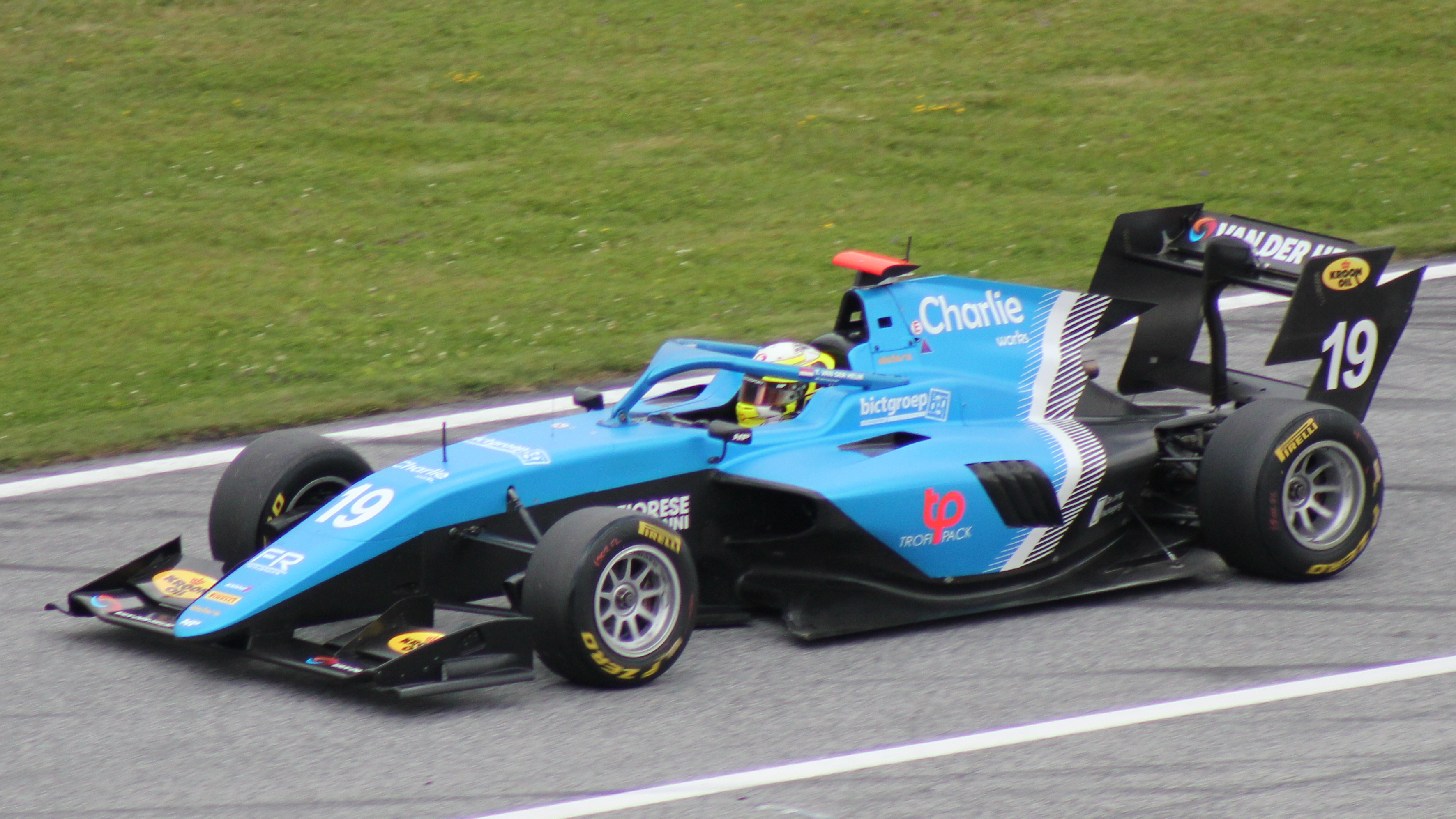
van der Helm al Red Bull Ring nel 2021

### Formula 3
Il 12 febbraio, Van der Helm viene annunciato dal team MP Motorsport insieme a Caio Collet e Victor Martins per la stagione 2021 della Formula 3. Durante la maggior parte della stagione l'olandese è notevolmente indietro rispetto ai suoi compagni di squadra, non segna nessun punto e chiude al 26º posto in classifica.

### Endurance
Nel 2022 Van der Helm viene ingaggiato dal team G-Drive Racing gestito da Algarve Pro Racing per correre la 24 Ore di Daytona insieme a Luca Ghiotto, James Allen e John Falb.
Lo stesso anno il pilota olandese annuncia due programmi: con il team ARC Bratislava partecipa a due round del Campionato del mondo endurance, la 1000 Miglia di Sebring e la 6 Ore di Spa-Francorchamps, mentre con il team TDS x Vaillante partecipa all'European Le Mans Series e alla 24 Ore di Le Mans, dove con Nyck de Vries e Mathias Beche chiudono terzi nella classe LMP2.
Nel 2023 Van der Helm partecipa alla sua seconda 24 Ore di Daytona. Diversamente dall'anno precedente corre nella classe LMP3 con il team JDC-Miller MotorSports. Nel resto dell'anno prende parte con il team Panis Racing all'European Le Mans Series. A metà stagione il team americano compra la Porsche 963, Hypercar del costruttore tedesco, Van der Helm viene annunciato come pilota.
Nel 2025 prenderà parte alla 24 Ore di Daytona sempre con JDC-Miller Motorsports al fianco di Bryce Aron.

## Risultati

### Riassunto della carriera
| Stagione | Serie                          | Team                      | Gare | Vittorie | Pole | G/veloci | Podi | Punti | Pos. |
| -------- | ------------------------------ | ------------------------- | ---- | -------- | ---- | -------- | ---- | ----- | ---- |
| 2019     | Formula 4 UAE                  | Xcel Motorsport           | 8    | 1        | 0    | 1        | 3    | 96    | 10°  |
| 2019     | Formula 4 spagnola             | MP Motorsport             | 21   | 0        | 0    | 0        | 8    | 158   | 4°   |
| 2020     | Formula Renault Eurocup        | FA Racing                 | 18   | 0        | 0    | 0        | 0    | 45    | 12°  |
| 2020     | Toyota Racing                  | Kiwi Motorsport           | 9    | 1        | 0    | 0        | 1    | 84    | 14°  |
| 2021     | Formula 3                      | MP Motorsport             | 20   | 0        | 0    | 0        | 0    | 0     | 26°  |
| 2021     | Michelin Le Mans Cup - LMP3    | Racing Spirit of Le Mans  | 2    | 0        | 0    | 0        | 0    | 0     | NC   |
| 2022     | 24 Ore di Daytona- LMP2        | G-Drive Racing by APR     | 1    | 0        | 0    | 0        | 0    | -     | NC   |
| 2022     | 24 Ore di Le Mans- LMP2        | TDS x Vaillante           | 1    | 0        | 0    | 0        | 1    | -     | 3°   |
| 2022     | ELMS- LMP2 Pro/Am              | TDS x Vaillante           | 6    | 0        | 1    | 0        | 2    | 78    | 5°   |
| 2022     | WEC- LMP2 Pro/Am               | ARC Bratislava            | 3    | 0        | 0    | 0        | 0    | 30    | 7°   |
| 2023     | IMSA SportsCar - GTP           | JDC-Miller MotorSports    | 6    | 0        | 0    | 0        | 0    | 1660  | 9°   |
| 2023     | IMSA SportsCar - LMP3          | JDC-Miller MotorSports    | 2    | 0        | 0    | 0        | 1    | 332   | 26°  |
| 2023     | European Le Mans Series - LMP2 | Panis Racing              | 6    | 0        | 0    | 0        | 4    | 86    | 3°   |
| 2023     | 24 Ore di Le Mans - LMP2       | Panis Racing              | 1    | 0        | 0    | 0        | 0    | N/A   | 14°  |
| 2024     | IMSA SportsCar - GTP           | JDC-Miller MotorSports    | 2    | 0        | 0    | 0        | 0    | 497*  |      |
| 2024     | International GT Open          | Car Collection Motorsport |      |          |      |          |      | *     |      |

* Stagione in corso.

### Risultati completi Formula 3
(legenda) (Le gare in grassetto indicano la pole position) (Le gare in corsivo indicano Gpv)
| Stagione | Team          | 1   | 2   | 3   | 4   | 5   | 6   | 7   | 8   | 9   | 10  | 11  | 12  | 13  | 14  | 15  | 16  | 17  | 18  | 19  | 20  | 21  | Punti | Pos. |
| -------- | ------------- | --- | --- | --- | --- | --- | --- | --- | --- | --- | --- | --- | --- | --- | --- | --- | --- | --- | --- | --- | --- | --- | ----- | ---- |
| 2021     | MP Motorsport | CAT | CAT | CAT | LEC | LEC | LEC | RBR | RBR | RBR | HUN | HUN | HUN | SPA | SPA | SPA | ZAN | ZAN | ZAN | SOC | SOC | SOC | 0     | 26º  |
| 2021     | MP Motorsport | 21  | 15  | 20  | 29  | 18  | 16  | 13  | Rit | 20  | 21  | 15  | 19  | 23  | 16  | 22  | 21  | 21  | 29  | Rit | C   | 18  | 0     | 26º  |

### Risultati nell'IMSA
| Anno    | Team                   | Classe | Auto               | 1     | 2      | 3     | 4     | 5     | 6     | 7     | 8     | 9      | Punti | Pos. |
| ------- | ---------------------- | ------ | ------------------ | ----- | ------ | ----- | ----- | ----- | ----- | ----- | ----- | ------ | ----- | ---- |
| 2022    | G-Drive Racing by APR  | LMP2   | Aurus 01           | DAY 8 | SEB    | LGA   | MOH   | WGL   | ROA   | PET   |       |        | -     | Nc   |
| 2023    | JDC-Miller MotorSports | LMP3   | Duqueine M30 - D08 | DAY 5 | SEB 3  |       |       |       |       |       |       |        | 332   | 26°  |
| 2023    | JDC-Miller MotorSports | GTP    | Porsche 963        |       |        | LBH   | LGA 7 | WGL 4 | MOS 4 | ELK 5 | IMS 8 | PET 5  | 1660  | 9°   |
| 2024    | JDC-Miller MotorSports | GTP    | Porsche 963        | DAY 6 | SEB 11 | LBH 7 | LGA 8 | DET 8 | WGL 9 | ELK 6 | IMS 3 | ATL 11 | 2331  | 10°  |
| 2025    | JDC-Miller MotorSports | GTP    | Porsche 963        | DAY 6 | SEB 8  | LBH   | LGA   | DET   | WGL   | ELK   | IMS   | PET    | 528*  |      |
| Legenda |                        |        |                    |       |        |       |       |       |       |       |       |        |       |      |

*Stagione in corso.

### Risultati nel WEC
| Anno    | Squadra                | Classe      | Vettura  | SEB | SPA | LMS | MON | FUJ | BHR | Punti | Pos. |
| ------- | ---------------------- | ----------- | -------- | --- | --- | --- | --- | --- | --- | ----- | ---- |
| 2022    | ARC Bratislava         | LMP2 Pro/Am | Oreca 07 | 4   | Rit |     | 4   |     |     | 30    | 7°   |
| 2022    | TDS Racing x Vaillante | LMP2        | Oreca 07 |     |     | 4   |     |     |     | 30    | 7°   |
| Legenda |                        |             |          |     |     |     |     |     |     |       |      |

### Risultati nell'ELMS
| Anno    | Squadra                | Classe      | Vettura  | PAU | IMO | MON | BAR | SPA | POR | Punti | Pos. |
| ------- | ---------------------- | ----------- | -------- | --- | --- | --- | --- | --- | --- | ----- | ---- |
| 2022    | TDS Racing x Vaillante | LMP2 Pro/Am | Oreca 07 | 3   | 2   | 5   | 5   | 5   | 4   | 78    | 5°   |
| Anno    | Squadra                | Classe      | Vettura  | BAR | LEC | ARA | SPA | POR | ALG | Punti | Pos. |
| 2023    | Panis Racing           | LMP2        | Oreca 07 | 2   | 6   | 4   | 2   | 3   | 3   | 86    | 3°   |
| Legenda |                        |             |          |     |     |     |     |     |     |       |      |

*Stagione in corso.

### Risultati 24 Ore di Le Mans
| Anno | Team                   | Co-Piloti                       | Auto            | Classe | Giri | Pos. | Classe Pos. |
| ---- | ---------------------- | ------------------------------- | --------------- | ------ | ---- | ---- | ----------- |
| 2022 | TDS Racing x Vaillante | Nyck de Vries Mathias Beche     | Oreca 07-Gibson | LMP2   | 368  | 8°   | 3°          |
| 2023 | Panis Racing           | Manuel Maldonado Job van Uitert | Oreca 07-Gibson | LMP2   | 316  | 25º  | 14º         |

### Risultati 24 Ore di Daytona
| Anno | Team                   | Co-Piloti                                   | Auto               | Classe | Giri | Pos. | Classe Pos. |
| ---- | ---------------------- | ------------------------------------------- | ------------------ | ------ | ---- | ---- | ----------- |
| 2022 | G-Drive Racing by APR  | Luca Ghiotto James Allen John Falb          | Aurus 01-Gibson    | LMP2   | 556  | Rit  | Rit         |
| 2023 | JDC-Miller MotorSports | Mason Filippi Luca Mars Till Bechtolsheimer | Duqueine M30 - D08 | LMP3   | 715  | 37°  | 5°          |
| 2024 | JDC-Miller MotorSports | Richard Westbrook Ben Keating Philip Hanson | Porsche 963        | GTD    | 789  | 6°   | 6°          |
| 2025 | JDC-Miller MotorSports | Gianmaria Bruni Pascal Wehrlein Bryce Aron  | Porsche 963        | GTD    | 780  | 6°   | 6°          |